# Сарчи (кантон)
Сарчи (исп. Sarchí) — кантон в провинции Алахуэла Коста-Рики.

## География
Находится на юго-востоке провинции. Административный центр — Сарчи-Норте.

## Округа
Кантон разделён на 5 округов:
1. Сарчи-Норте
2. Сарчи-Сур
3. Торо-Амарильо
4. Сан-Педро
5. Родригес